# قلعه امام
قلعه امام روستایی از توابع بخش مرکزی شهرستان ورزنه در استان اصفهان ایران است.

## جمعیت
این روستا در دهستان گاوخونی جنوبی قرار دارد و براساس سرشماری مرکز آمار ایران در سال ۱۳۸۵، جمعیت آن ۱۶۴ نفر (۴۶خانوار) بوده‌است.